# Casa Fuset

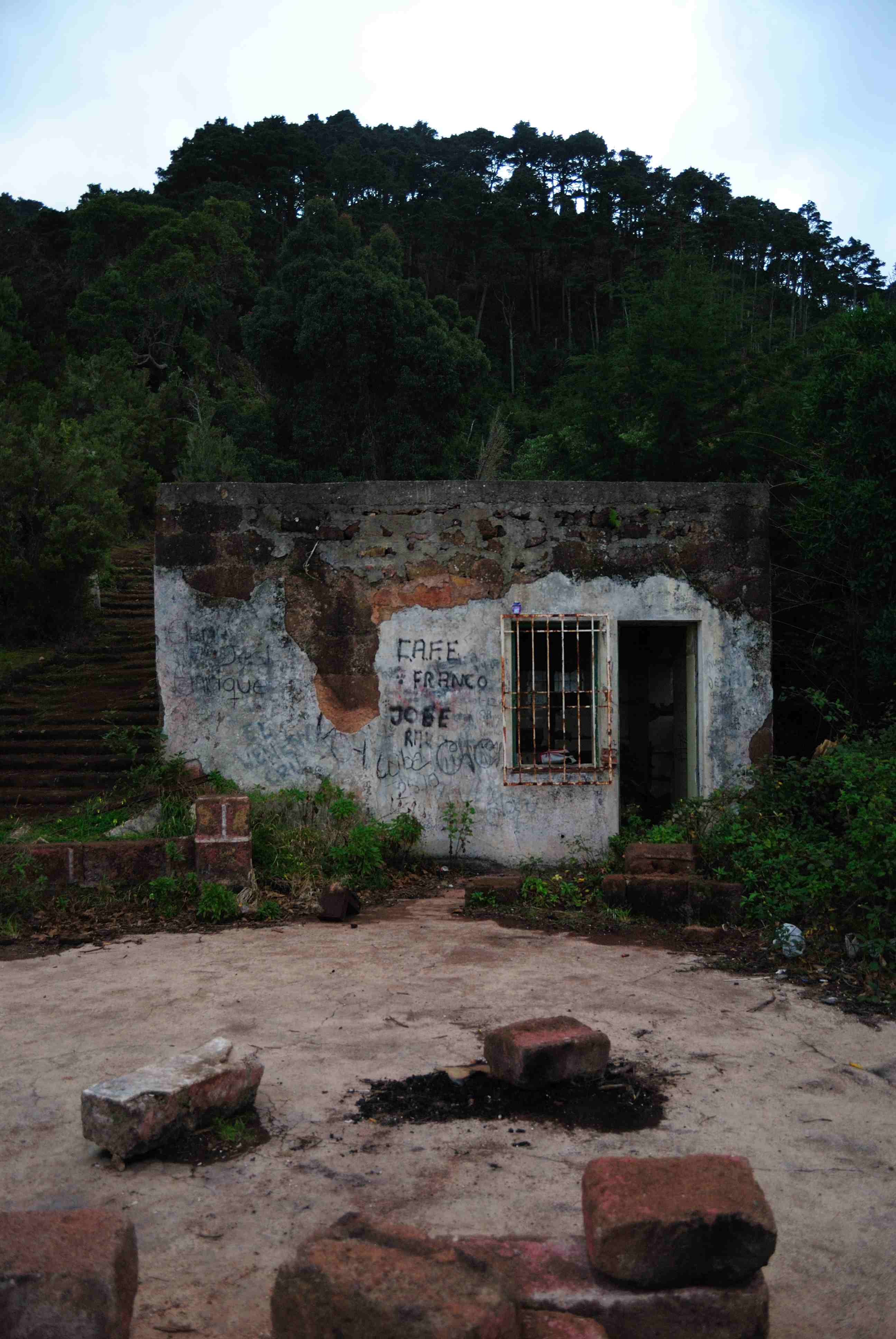
Exterior da Casa Fuset em El Moquinal.

A Casa Fuset também chamada de Casa de Franco ou Casa del Pánico é um edifício abandonado e parcialmente destruído, localizado na região montanhosa de El Moquinal, no município de Tegueste, Tenerife (Espanha). A propriedade é conhecida principalmente porque, segundo a crença popular, o ditador Francisco Franco habitou nela e por ser usado como refúgio pelo assassino e criminoso Dámaso Rodríguez Martín.

## História
O terreno onde a casa está localizada, em uma área arborizada e de difícil acesso localizada no maciço de Anaga (especificamente em El Moquinal) pertencia a Benito Pérez Armas, um conhecido político, jornalista e escritor das Canárias, que se casou em 1914 com Elena González de Mesa, cuja família era dona da terra ao redor da casa desde o século XVIII. Após a morte de Pérez Armas, o local passou como propriedade para Lorenzo Martínez Fuset (de quem a propriedade levaria seu nome), natural da Andaluzia, que viveu em Santa Cruz de Tenerife de 1921 a 1922. Em 1927, Fuset casou-se com a filha de Benito Pérez Armas. A casa seria construída nos anos 40.
Acredita-se popularmente que a Casa Fuset foi visitada e habitada por Francisco Franco durante a estadia deste e da sua família em 1936 em Tenerife, embora nada disso seja verdade, pois, entre outras coisas, a casa foi construída na década após a estadia de Franco na ilha. O que é certo é que Lorenzo Martínez Fuset tornou-se amigo da família de Franco durante a sua estadia em Tenerife, tendo sido mesmo encarregado da custódia e proteção da sua esposa e filha enquanto Franco começava a revolta na península.
A casa foi habitado até os anos 80, altura em que foi abandonado e permanece em um estado de degradação desde então.
Em 1991, o assassino Dámaso Rodríguez Martín (apelidado de "El Brujo") escondeu-se na área onde fica a Casa Fuset durante a sua fuga da prisão de Tenerife II. Este criminoso morreu durante a perseguição policial a que foi submetido, embora não na Casa Fuset, como normalmente se pensa.

## Na cultura popular

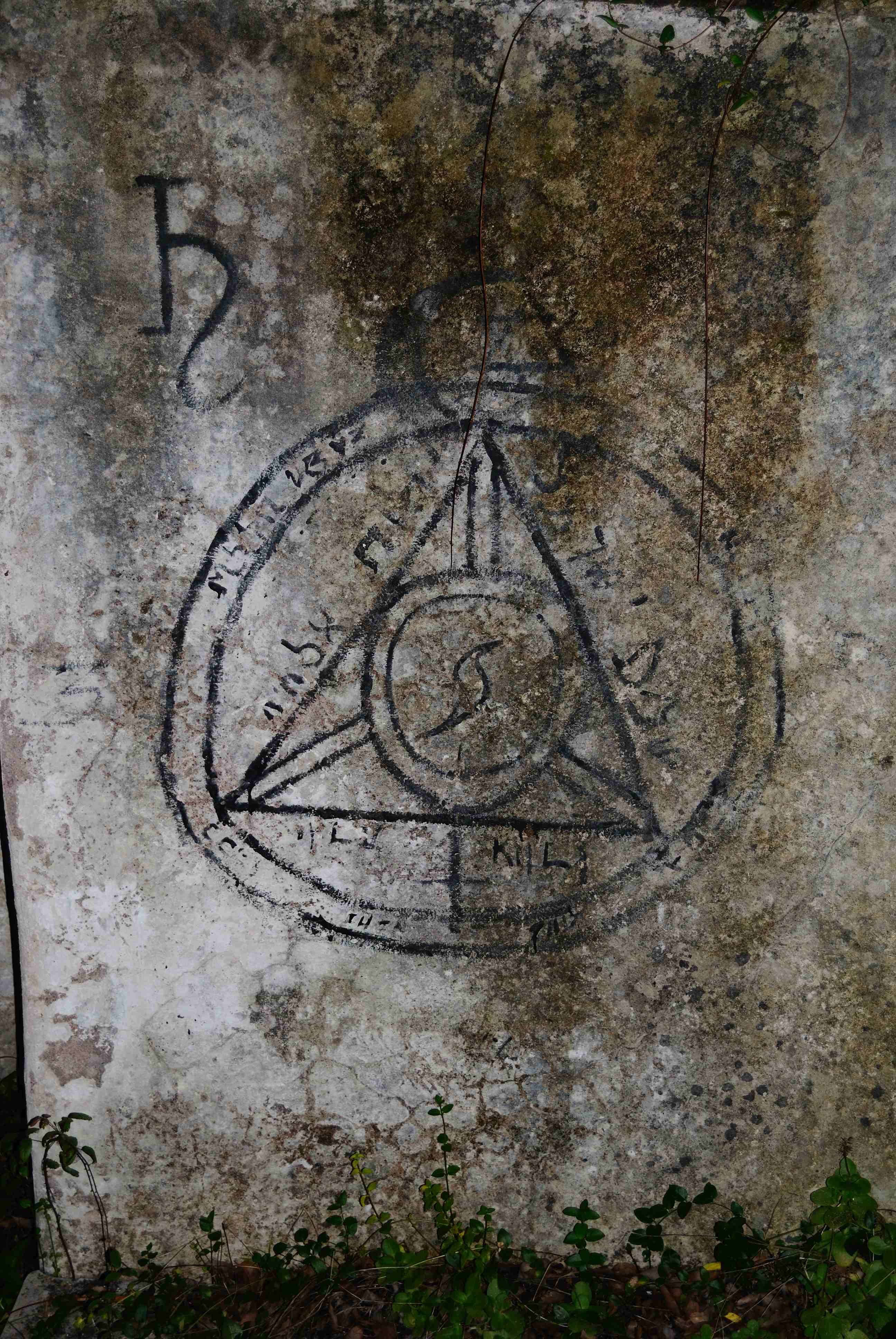
Símbolo mágico pintado na casa

- A Casa do Fuset está frequentemente ligada a fenómenos paranormais.[1] No edifício existem muitos símbolos cabalísticos e satânicos pintados nas paredes. Os defensores do paranormal afirmam que rituais satânicos são realizados na casa, que tiros são ouvidos à noite e que psicofonias são obtidas nela.[3]

- A casa foi a protagonista de um dos episódios do programa de televisão espanhol Cuarto Milenio[1] e do programa Milenio 3 da estação de rádio Cadena SER.[5]